# Esclarmonde van Foix
Esclarmonde van Foix (Na 1151 - 1215) was een edelvrouwe uit Occitanie die een bekende vrouwelijke kathaar was.
Ze moet niet verward worden met Esclarmonde de Péreille die op het Kasteel van Montségur de dood vond.

## Biografie
Esclarmonde van Foix werd geboren als het vierde kind van graaf Rogier Bernard I van Foix en Cecilia Trencavel. Ze huwde met heer Jordaan III van L'Isle-Jourdain. Ze krijgt met hem zes kinderen. In 1200 overleed haar echtgenoot en datzelfde jaar ontving ze het Consolamentum in Fanjeaux.
Ze leidde samen met haar moeder en haar zus een vrouwenconvent in Pamiers. In die stad werd in 1207 een debat georganiseerd tussen katholieken en katharen. Toen Esclarmonde daar het woord nam werd ze door een priester toegebeten: "Ga terug naar uw spinnenwiel, mevrouw, het past niet voor iemand als u om aan het debat deel te nemen.

## Nalatenschap
De Duitse auteur Otto Rahn vereenzelvigde Esclarmonde in zijn boek Kreuzzug gegen den Gral met de graaldraagster Repanse de Schoye.